# Медеа (вілаєт)
Медеа (араб. ولاية المدية‎‎‎‎) — вілаєт Алжиру. Адміністративний центр — місто Медеа. Площа — 8 866 км². Населення — 830 943 особи (2008).

## Географічне положення
На півночі межує з вілаєтом Бліда, на сході — з вілаєтом Буїра, на півдні — з вілаєтами Мсіла, Джельфа та Тіарет, на заході — з вілаєтами Тіссемсілт та Айн-Дефля.
Розташований в Атлаських горах.

## Адміністративний поділ
Поділяється на 19 округів та 64 муніципалітети.
| Алжир | Це незавершена стаття з географії Алжиру. Ви можете допомогти проєкту, виправивши або дописавши її. |